# Saint-Germain-Laval (Loira)
Saint-Germain-Laval è un comune francese di 1 672 abitanti situato nel dipartimento della Loira della regione dell'Alvernia-Rodano-Alpi.

## Società

### Evoluzione demografica
Abitanti censiti